# Tubbataharevet
Tubbataharevet är en nationalpark i Cagayancillo i provinsen Palawan på Filippinerna. Det är även ett biosfärområde och ett världsarv.
Tubbataharevets marina park omfattar 336 200 hektar. Denna nationalpark grundades 1988 och blev ett världsarv 1993. Palawans biosfärområde omfattar 1 150 000 hektar och inrättades 1990. Arean inkluderar den marina parken. Minst 359 arter av koralldjur, 600 fiskarter, 13 arter av hajar och två arter av havssköldpaddor har identifierats i nationalparken.

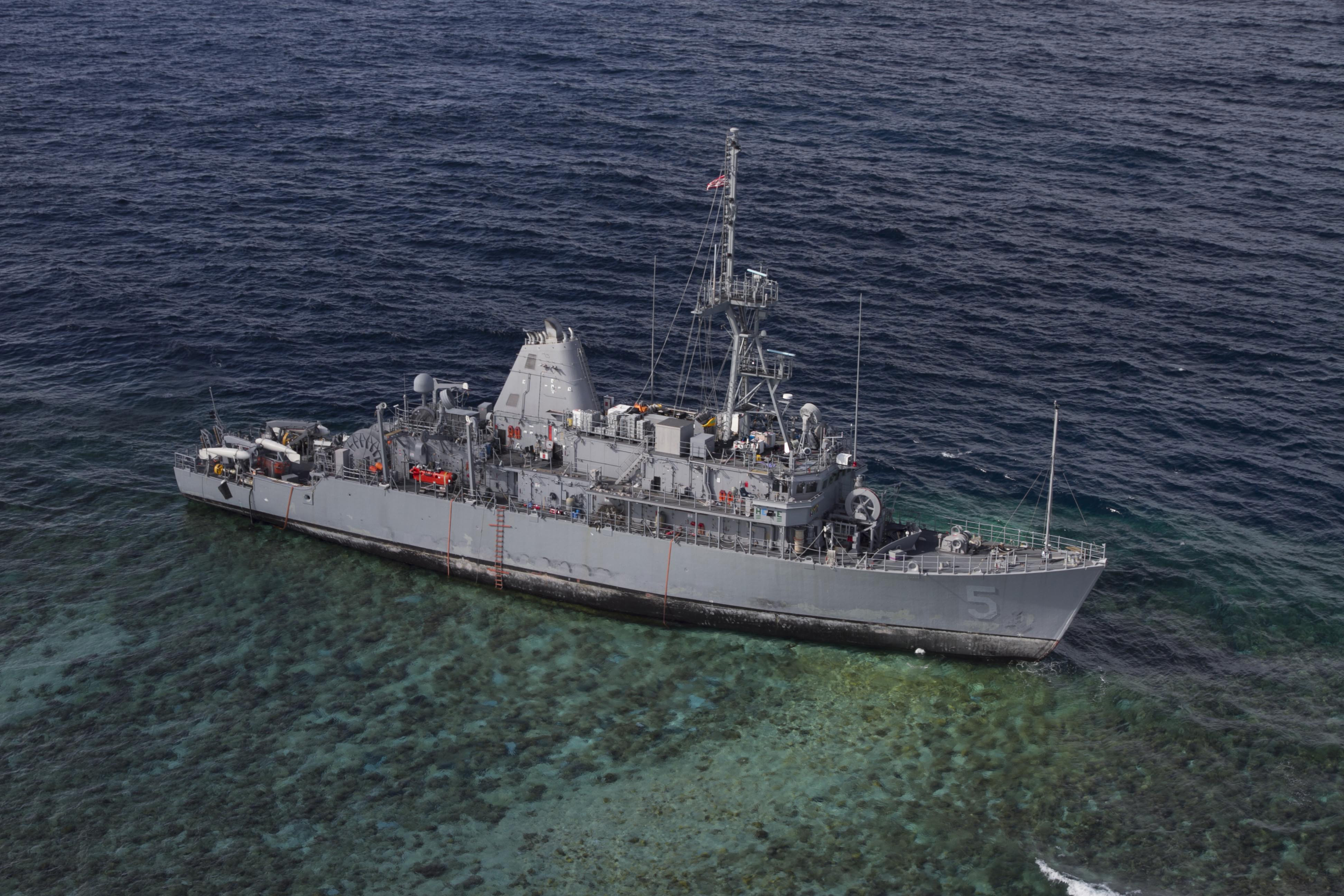
USS Guardian på grund på revet, 2013

Flera fartyg har gått på grund på tubbataharevet. Mest uppmärksammat är amerikanska minsveparen USS Guardian som gick på grund 17 januari 2013 och skadade omkring 4 000 kvadratmeter av revet. Hon skrotades på plats och  lyftes ombord på ett bärgningsfartyg 17 mars 2013. Orsaken till felnavigeringen tros vara ett fel på det amerikanska sjökortet. År 2017 fick nationalparken beteckningen Particularly Sensitive Sea Area (PSSA) av Internationella sjöfartsorganisationen och skall undvikas av sjöfarten.

## Galleri

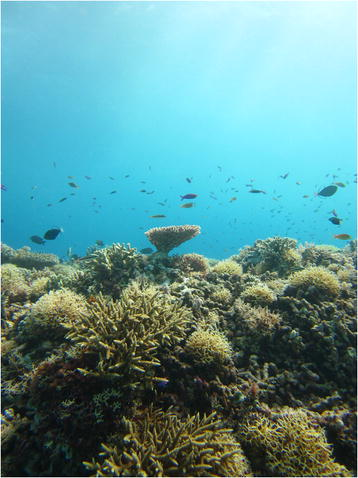
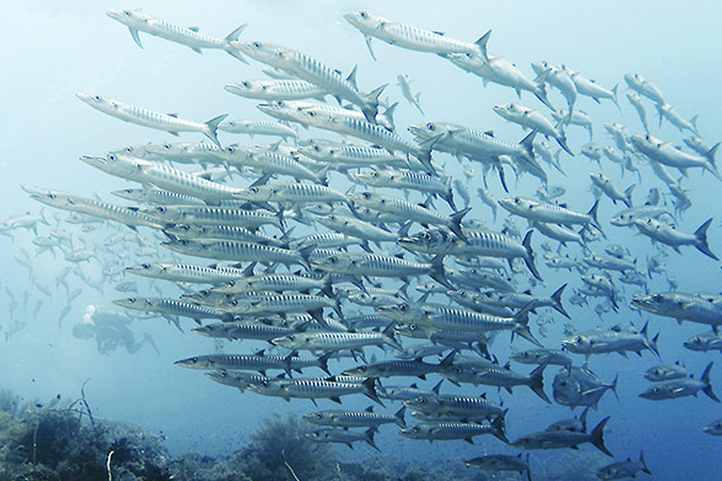
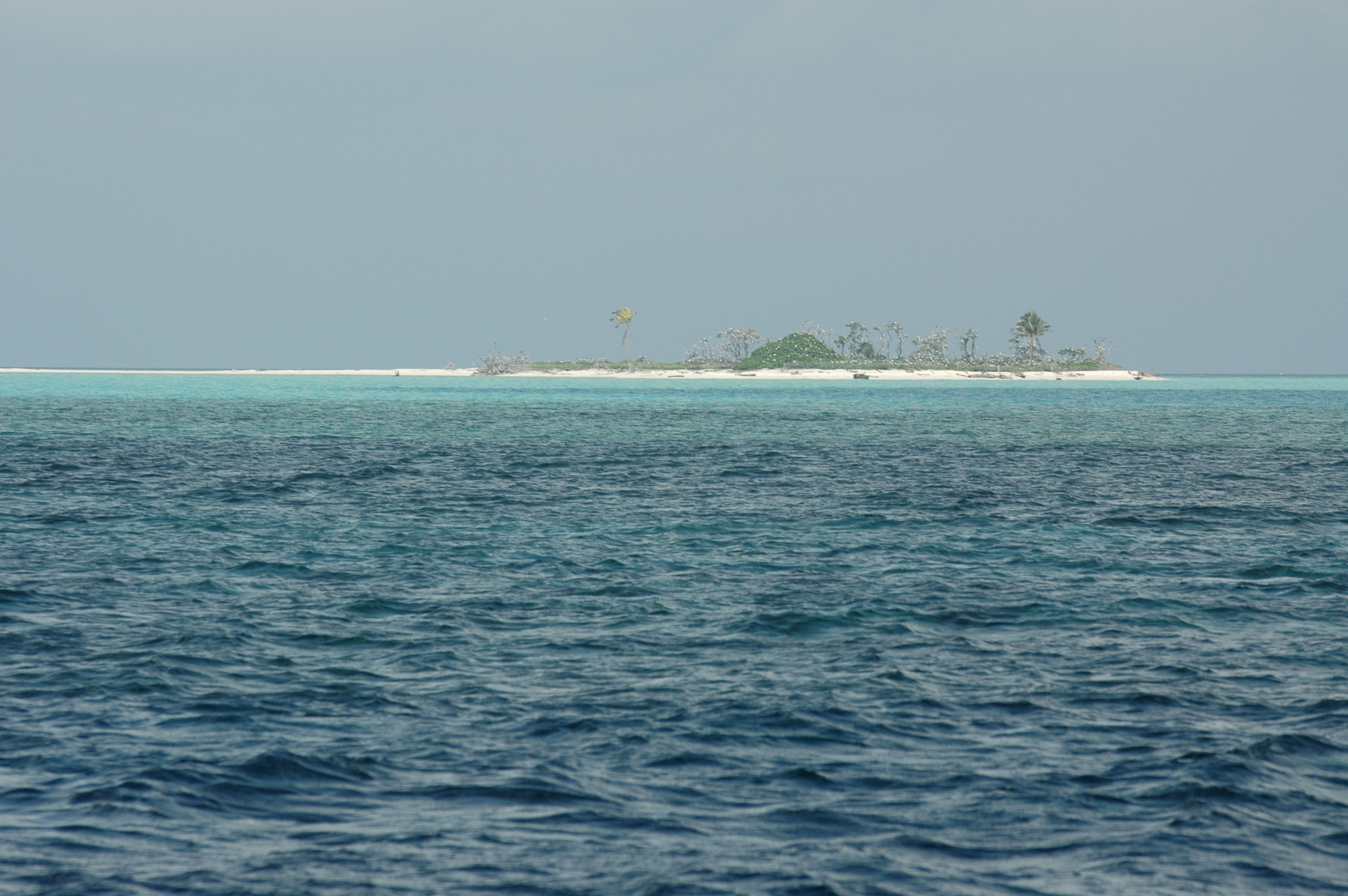
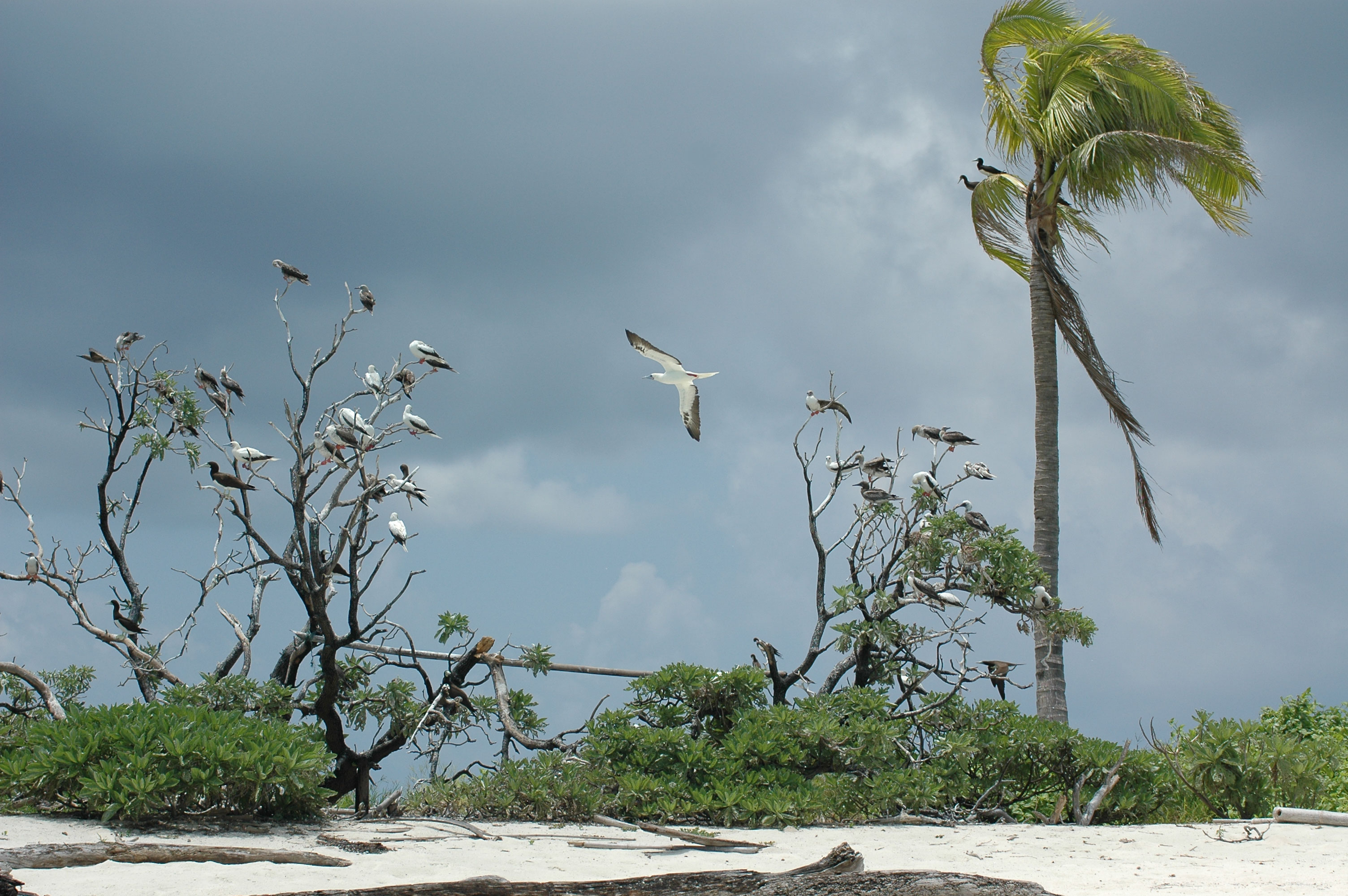
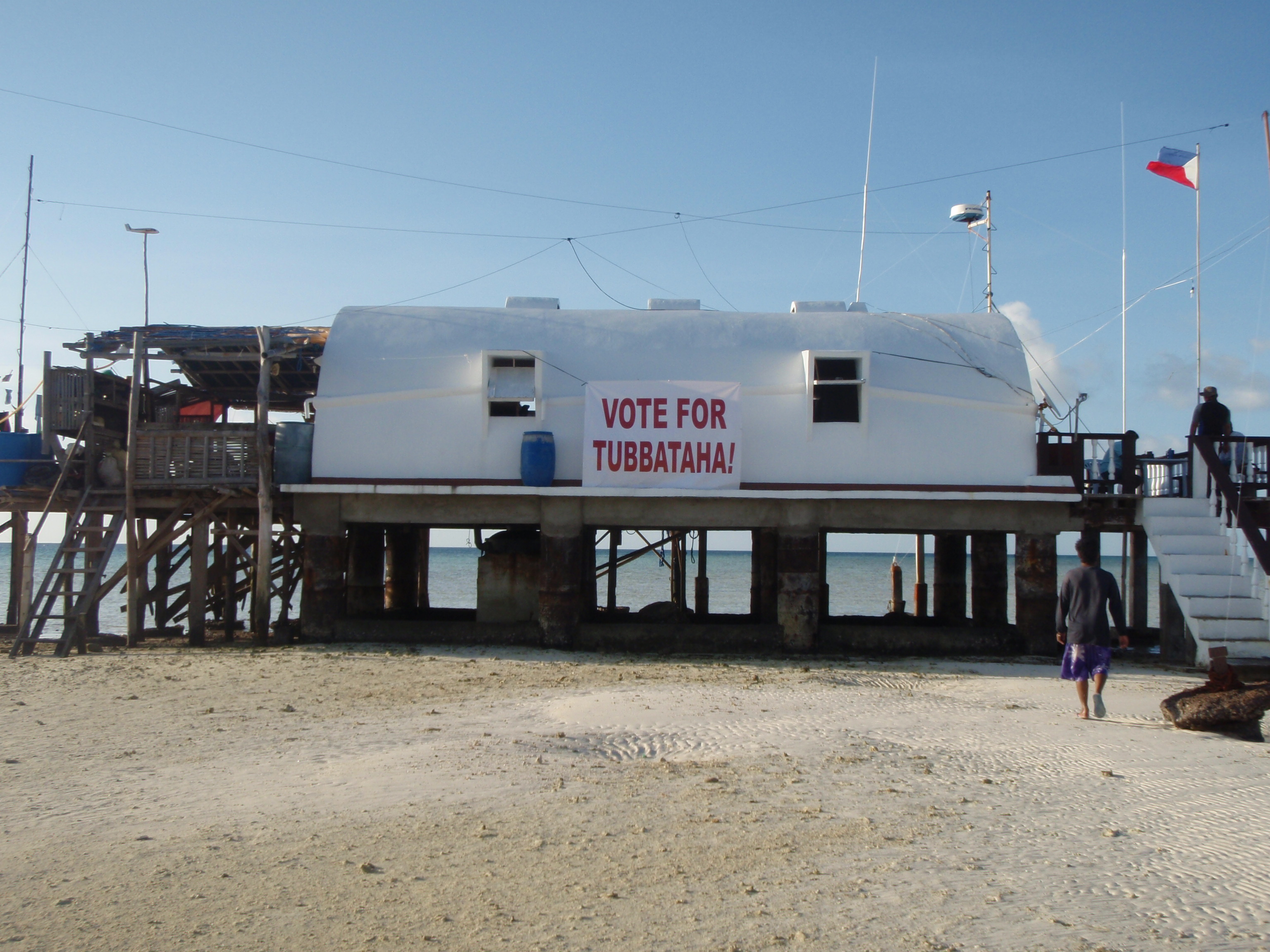